# Voltron: A legendás védelmező
A Voltron: A legendás védelmező (eredeti cím: Voltron: Legendary Defender) 2016-tól 2018-ig sugárzott amerikai internetes és televíziós 2D-s számítógépes animációs sorozat, melyet a DreamWorks Animation Television és a World Events Productions gyártott, az animációt pedig a dél-koreai Studio Mir készítette, mely többek közt a Korra legendája és a Lego Elves: Secrets of Elvendale sorozatok animációjáért is felelős. Zeneszerzője az a Brad Breeck, aki a Rejtélyek városkája, a Medvetesók és a Kínos című sorozatok zenéjét is szerezte. Műfaja akciófilm- és kalandfilmsorozat. Összesen nyolc évadot élt meg 78 epizóddal, ezek 2016. június 10. és 2018. december 14. között kerültek fel a Netflix-re. Magyarországon a Minimax tűzte műsorára 2018. április 4-én.

## Ismertető
Öt fiatal különleges kalandja egy intergalaktikus háborúban, ahol csak a kitartás és az összefogás számít, ha meg akarják állítani az univerzumot veszélyeztető gonoszt és hogy életre hívhassák Voltront, a legendás védelmezőt!

## Szereplők
| Szereplő                  | Eredeti hang            | Magyar hang     |
| ------------------------- | ----------------------- | --------------- |
| Takashi "Shiro" Shirogane | Josh Keaton             | Joó Gábor       |
| Keith                     | Steven Yeun             | Markovics Tamás |
| Lance                     | Jeremy Shada            | Czető Roland    |
| Katie "Pidge" Holt        | Bex Taylor-Klaus        | Tamási Nikolett |
| Hunk                      | Tyler Labine            | Renácz Zoltán   |
| Allura hercegnő           | Kimberly Brooks         | Laurinyecz Réka |
| Coran                     | Rhys Darby              | Sörös Miklós    |
| Zarkon császár            | Neil Kaplan             | Bolla Róbert    |
| Haggar főpapnő / Honerva  | Cree Summer / Lily Rabe | Makay Andrea    |
| Lotor herceg              | A.J. Locascio           | Rada Bálint     |

## Magyar változat[2]
A szinkront a Minimax megbízásából a Subway Stúdió készítette.
- Magyar szöveg: Szojka László (1x01-08, 11-13; 2x01-02, 07, 09, 11, 13; 3-7. évad; 8x01-03, 07-10), Szalai Eszter (1x09-10; 2x03-06, 08, 10, 12), Nikowitz Dorka (8x04-06, 11-13)
- Hangmérnök: Kis Pál (1-2. évad), Gajda Mátyás (3-6. évad), Galányi Béla (7-8. évad)
- Vágó: Kis Pál (1-2. évad), Gajda Mátyás (3-6. évad), Galányi Béla (7-8. évad)
- Gyártásvezető: Bogdán Anikó (1-2. évad), Terbócs Nóra (3-8. évad)
- Szinkronrendező: Pócsik Ildikó (1-2. évad), Molnár Ilona (3-6. évad), Gajda Mátyás (7-8. évad)
- Produkciós vezető: Kicska László
- Felolvasó: Korbuly Péter

### Magyar hangok
- Andresz Kati – Hira parancsnok
- Baráth István – James Griffin
- Bartók László – Herreh tábornok, Tavo
- Bácskai János – Lubos
- Berkes Boglárka – Nyma, Merla
- Bertalan Ágnes – Sanda admirális
- Berzsenyi Zoltán – alternatív Slav
- Bogdányi Titanilla – Luxia királynő
- Bor László – Rolo
- Csuha Lajos – Xi, Az Archivista
- Dányi Krisztián – Keith apja (6. évad)
- Dézsy Szabó Gábor – Warden
- Dögei Éva – Trigel (3. évad)
- Farkasinszky Edit – Colleen Holt
- Fehér Péter – Sendak parancsnok (1. évad)
- Gacsal Ádám – Branko parancsnok (5. évad), Janka szállásmester
- Galbenisz Tomasz – Haxus hadnagy
- Grúber Zita – Shay nagymamája, Plaxum
- Gubányi György István – Slav (8. évad)
- Gulás Fanni – Nadia Rizavi
- Haagen Imre – Sendak parancsnok (5-8. évad)
- Halász Aranka – Dayak
- Harcsik Róbert – Bob
- Horváth-Töreki Gergely – Kolivan (3-8. évad), Raht tábornok
- Juhász Zoltán – Thace
- Kapácsy Miklós – Gyrgan (3. évad), Baujal, Norlox
- Katona Zoltán – Vakala
- Kiss Erika – Zethrid
- Koncz-Kiss Anikó – Ryner, Ladnok parancsnok
- Lamboni Anna – Shay
- Maday Gábor – Prorok parancsnok
- Magyar Viktória – Ina Leifsdottir
- Molnár Ilona – Ezor
- Moser Károly – Rax
- Németh Gábor – Antok
- Oláh Orsolya – Ilun
- Papucsek Vilmos – Iverson parancsnok (7-8. évad), Bogh parancsnok, Sal
- Pál Tamás – Branko parancsnok (2. évad), Sniv parancsnok, Ranveig hadúr, Adam
- Pálmai Szabolcs – Matthew Holt
- Pekár Adrienn – Krolia, Olia kapitány
- Penke Bence – Hepta hadnagy
- Petridisz Hrisztosz – Iverson parancsnok (1. évad), Remdax
- Péter Richárd – Morvok parancsnok
- Rosta Sándor – Samuel Holt (5-8. évad)
- Sági Tímea – Swirn
- Seder Gábor – Alfor király (1. és 3. évad), Keith apja (2. évad), Klaizap
- Sipos Eszter Anna – Veronica
- Solecki Janka – Acxa
- Szűcs Péter Pál – Ulaz
- Tarján Péter – Slav (2. évad)
- Tóth Szilvia – Trugg parancsnok
- Varga Rókus – Throk parancsnok, Lahn hadnagy / Lahn hadúr
- Vámos Mónika – Florona
- Vári Attila – Samuel Holt (1. évad), Kolivan (2. évad), az Arusianok királya, Blumfump

További magyar hangok: Bartók László, Berkes Bence, Korbuly Péter, Magyar Viktória, Németh Attila István, Papucsek Vilmos, Potocsny Andor, Rosta Sándor, Sótonyi Gábor, Szatmári Attila, Szokol Péter

## Epizódok
| Évad | Évad | Epizódok | Eredeti sugárzás    | Eredeti sugárzás    | Magyar sugárzás   | Magyar sugárzás    |
| Évad | Évad | Epizódok | Évadpremier         | Évadfinálé          | Évadpremier       | Évadfinálé         |
| ---- | ---- | -------- | ------------------- | ------------------- | ----------------- | ------------------ |
|      | 1    | 13       | 2016. június 10.    | 2016. június 10.    | 2018. április 4.  | 2018. április 16.  |
|      | 2    | 13       | 2017. január 20.    | 2017. január 20.    | 2018. április 17. | 2018. április 29.  |
|      | 3    | 7        | 2017. augusztus 4.  | 2017. augusztus 4.  | 2018. október 8.  | 2018. október 14.  |
|      | 4    | 6        | 2017. október 13.   | 2017. október 13.   | 2018. október 15. | 2018. október 20.  |
|      | 5    | 6        | 2018. március 2.    | 2018. március 2.    | 2018. október 21. | 2018. október 26.  |
|      | 6    | 7        | 2018. június 15.    | 2018. június 15.    | 2018. október 27. | 2018. november 1.  |
|      | 7    | 13       | 2018. augusztus 10. | 2018. augusztus 10. | 2019. október 28. | 2019. november 12. |
|      | 8    | 13       | 2018. december 14.  | 2018. december 14.  | 2019. november 1. | 2019. november 6.  |

## Díjak és jelölések
| Év   | Díj                       | Kategória                                                                                              | Jelölt                            | Eredmény | Forrás |
| ---- | ------------------------- | --- | --------------------------------- | -------- | ------ |
| 2017 | Annie-díj                 | Legjobb gyerekeknek szóló animációs sorozat                                                            | "A gladiátor visszatérése" epizód | Jelölve  | [ 3 ]  |
| 2017 | Kidscreen Awards          | Legjobb animációs sorozat tinikkel és ikrekkel                                                         | Voltron: A legendás védelmező     | Jelölve  | [ 4 ]  |
| 2017 | IGN's Best of 2016 Awards | Legjobb animációs sorozat                                                                              | Voltron: A legendás védelmező     | Jelölve  | [ 5 ]  |
| 2017 | BTVA Awards               | BTVA People's Choice Award for Best Vocal Ensemble in a New Television Series                          | Voltron: A legendás védelmező     | Elnyerte | [ 6 ]  |
| 2017 | BTVA Awards               | Legjobb férfi főszereplő hang televíziós sorozatban                                                    | Jeremy Shada (Lance)              | Jelölve  | [ 6 ]  |
| 2017 | BTVA Awards               | Legjobb női főszereplő hang televíziós sorozatban                                                      | Kimberly Brooks (Allura)          | Elnyerte | [ 6 ]  |
| 2017 | BTVA Awards               | Legjobb férfi mellékszereplő hang televíziós sorozatban                                                | Neil Kaplan (Emperor Zarkon)      | Elnyerte | [ 6 ]  |
| 2017 | BTVA Awards               | BTVA People's Choice Award for Best Male Vocal Performance in a Television Series in a Supporting Role | Neil Kaplan (Emperor Zarkon)      | Elnyerte | [ 6 ]  |
| 2017 | IGN's Best of 2017 Awards | Legjobb animációs sorozat                                                                              | Voltron: A legendás védelmező     | Jelölve  | [ 7 ]  |
| 2018 | Kidscreen Awards          | Legjobb animációs sorozat tinikkel és ikrekkel                                                         | Voltron: A legendás védelmező     | Jelölve  | [ 8 ]  |
| 2018 | BTVA Awards               | BTVA People's Choice Award for Best Vocal Ensemble in a Television Series                              | Voltron: A legendás védelmezőr    | Elnyerte | [ 9 ]  |
| 2018 | BTVA Awards               | BTVA People's Choice Award for Best Male Vocal Performance in a Television Series                      | Rhys Darby (Coran)                | Elnyerte | [ 9 ]  |
| 2018 | BTVA Awards               | Legjobb férfi mellékszereplő hang televíziós sorozatban                                                | AJ Locascio (Prince Lotor)        | Elnyerte | [ 9 ]  |
| 2018 | BTVA Awards               | BTVA People's Choice Award for Best Male Vocal Performance in a Television Series in a Supporting Role | AJ Locascio (Prince Lotor)        | Elnyerte | [ 9 ]  |
| 2018 | BTVA Awards               | BTVA People's Choice Award for Best Female Vocal Performance in a Television Series in a Guest Role    | Alyson Stoner (Florina)           | Elnyerte | [ 9 ]  |